# Sieboldius japponicus
Sieboldius japponicus е вид водно конче от семейство Gomphidae. Видът не е застрашен от изчезване.

## Разпространение
Разпространен е в Бруней, Индонезия (Суматра), Малайзия (Западна Малайзия, Сабах и Саравак) и Тайланд.

## Описание
Популацията на вида е стабилна.